# 全米オープン男子ダブルス優勝者一覧
全米オープン男子ダブルス優勝者一覧（ぜんべいオープンだんしダブルスゆうしょうしゃいちらん）は、全米オープン男子ダブルスにおける優勝者の一覧である。
- 1968年にテニス界が4大大会の「オープン化」（プロ選手出場解禁措置）を実施したことに伴い、本大会では1968年と1969年の2年間のみ、暫定措置として2度の大会開催があった。1回目に行われた「オープン化時代大会」（英語：Open Era Grand Slam）の優勝者が、大会公認の優勝者となる。もう1回、年末の12月に別途で「全米選手権」（英語：US National Champs）が行われたが、こちらの優勝者は記録に数えない。そのため、1969年の場合は「オープン化時代大会」の優勝者、ケン・ローズウォール&フレッド・ストール組が正式な優勝者となる。
- 初期のダブルス準優勝者のフルネームは（全米オープン公式サイトも含めて）オンラインで調べられるサイトがないため、バド・コリンズ著『Total Tennis: The Ultimate Tennis Encyclopedia』（英語、2003年刊）を参照した。1968年・1969年の別途開催「全米選手権」の試合結果についても、同書に基づいて記載した。

| 年     | 優勝者                                              | 準優勝者                                                  | 試合結果 （スコア）   | 備考                                                |
| ------ | --------------------------------------------------- | --------------------------------------------------------- | --------------------- | --------------------------------------------------- |
| 1881年 | クラレンス・クラーク フレッド・テーラー             | アレクサンダー・バン・レンセラー アーサー・ニューボールド | 6-5 6-4 6-5           |                                                     |
| 1882年 | リチャード・シアーズ ジェームズ・ドワイト           | クロフォード・ナイチンゲール ジョージ・スミス             | 6-2 6-4 6-4           |                                                     |
| 1883年 | リチャード・シアーズ ジェームズ・ドワイト           | アレクサンダー・バン・レンセラー アーサー・ニューボールド | 6-0 6-2 6-2           |                                                     |
| 1884年 | リチャード・シアーズ ジェームズ・ドワイト           | アレクサンダー・バン・レンセラー ウォルター・ベリー       | 6-4 6-1 8-10 6-4      |                                                     |
| 1885年 | リチャード・シアーズ ジョセフ・クラーク             | ヘンリー・スローカム パーシー・ナップ                     | 6-3 6-0 6-2           |                                                     |
| 1886年 | リチャード・シアーズ ジェームズ・ドワイト           | ゴッドフリー・ブリンリー ハワード・テーラー               | 7-5 5-7 7-5 6-4       |                                                     |
| 1887年 | リチャード・シアーズ ジェームズ・ドワイト           | ヘンリー・スローカム ハワード・テーラー                   | 6-4 3-6 2-6 6-3 6-3   |                                                     |
| 1888年 | オリバー・キャンベル バレンティン・ホール           | クラレンス・ホバート エドワード・マクマレン               | 6-4 6-2 6-4           |                                                     |
| 1889年 | ヘンリー・スローカム ハワード・テーラー             | オリバー・キャンベル バレンティン・ホール                 | 6-1 6-3 6-2           |                                                     |
| 1890年 | クラレンス・ホバート バレンティン・ホール           | ジョン・カーバー ジョン・ライアソン                       | 6-3 4-6 6-2 2-6 6-3   |                                                     |
| 1891年 | オリバー・キャンベル ロバート・ハンティントン       | クラレンス・ホバート バレンティン・ホール                 | 6-3 6-4 8-6           |                                                     |
| 1892年 | オリバー・キャンベル ロバート・ハンティントン       | エドワード・ホール バレンティン・ホール                   | 6-4 6-2 4-6 6-3       |                                                     |
| 1893年 | クラレンス・ホバート フレッド・ホビー               | オリバー・キャンベル ロバート・ハンティントン             | 6-3 6-4 4-6 6-2       |                                                     |
| 1894年 | クラレンス・ホバート フレッド・ホビー               | カー・ニール サミュエル・ニール                           | 6-3 8-6 6-1           |                                                     |
| 1895年 | マルコム・チェイス ロバート・レン                   | クラレンス・ホバート フレッド・ホビー                     | 7-5 6-1 8-6           |                                                     |
| 1896年 | カー・ニール サム・ニール                           | マルコム・チェイス ロバート・レン                         | 6-3 1-6 6-1 3-6 6-1   |                                                     |
| 1897年 | レオ・ウェア ジョージ・シェルドン                   | ハロルド・マホニー ハロルド・ニスベット                   | 11-13 6-2 9-7 1-6 6-1 |                                                     |
| 1898年 | レオ・ウェア ジョージ・シェルドン                   | ホルコム・ウォード ドワイト・デービス                     | 1-6 7-5 6-4 4-6 7-5   |                                                     |
| 1899年 | ホルコム・ウォード ドワイト・デービス               | レオ・ウェア ジョージ・シェルドン                         | 6-4 6-4 6-3           |                                                     |
| 1900年 | ホルコム・ウォード ドワイト・デービス               | フレッド・アレクサンダー レイモンド・リトル               | 6-4 9-7 12-10         |                                                     |
| 1901年 | ホルコム・ウォード ドワイト・デービス               | レオ・ウェア ビールズ・ライト                             | 6-3 9-7 6-1           |                                                     |
| 1902年 | レジナルド・ドハティー ローレンス・ドハティー       | ホルコム・ウォード ドワイト・デービス                     | 11-9 12-10 6-4        |                                                     |
| 1903年 | レジナルド・ドハティー ローレンス・ドハティー       | ハリー・ウェイドナー クレイ・コリンズ                     | 7-5 6-3 6-3           |                                                     |
| 1904年 | ホルコム・ウォード ビールズ・ライト                 | レイモンド・リトル クレイ・コリンズ                       | 1-6 6-2 3-6 6-4 6-1   |                                                     |
| 1905年 | ホルコム・ウォード ビールズ・ライト                 | フレッド・アレクサンダー ハロルド・ハケット               | 6-4 6-4 6-1           |                                                     |
| 1906年 | ホルコム・ウォード ビールズ・ライト                 | フレッド・アレクサンダー ハロルド・ハケット               | 6-3 3-6 6-3 6-3       |                                                     |
| 1907年 | フレッド・アレクサンダー ハロルド・ハケット         | ナット・ソーントン ウィリー・グラント                     | 6-2 6-1 6-1           |                                                     |
| 1908年 | フレッド・アレクサンダー ハロルド・ハケット         | レイモンド・リトル ビールズ・ライト                       | 6-1 7-5 6-2           |                                                     |
| 1909年 | フレッド・アレクサンダー ハロルド・ハケット         | モーリス・マクローリン ジョージ・ジェーンズ               | 6-4 6-4 6-0           |                                                     |
| 1910年 | フレッド・アレクサンダー ハロルド・ハケット         | トローブリッジ・ヘンドリック トーマス・バンディ           | 6-1 8-6 6-3           |                                                     |
| 1911年 | レイモンド・リトル グスタブ・タッチャード           | フレッド・アレクサンダー ハロルド・ハケット               | 7-5 13-15 6-2 6-4     |                                                     |
| 1912年 | モーリス・マクローリン トーマス・バンディ           | レイモンド・リトル グスタブ・タッチャード                 | 3-6 6-2 6-1 7-5       |                                                     |
| 1913年 | モーリス・マクローリン トーマス・バンディ           | クラレンス・グリフィン ジョン・ストラッチャン             | 6-4 7-5 6-1           |                                                     |
| 1914年 | モーリス・マクローリン トーマス・バンディ           | ジョージ・チャーチ ディーン・マシー                       | 6-4 6-2 6-4           |                                                     |
| 1915年 | クラレンス・グリフィン ビル・ジョンストン           | モーリス・マクローリン トーマス・バンディ                 | 2-6 6-3 6-4 3-6 6-3   |                                                     |
| 1916年 | クラレンス・グリフィン ビル・ジョンストン           | モーリス・マクローリン ウォード・ドーソン                 | 6-4 6-3 5-7 6-3       |                                                     |
| 1917年 | フレッド・アレクサンダー ハロルド・スロックモートン | ハリー・ジョンソン アービング・ライト                     | 11-9 6-4 6-4          |                                                     |
| 1918年 | ビル・チルデン ビンセント・リチャーズ               | フレッド・アレクサンダー ビールズ・ライト                 | 6-3 6-4 3-6 2-6 6-2   |                                                     |
| 1919年 | ジェラルド・パターソン ノーマン・ブルックス         | ビル・チルデン ビンセント・リチャーズ                     | 8-6 6-3 4-6 4-6 6-2   |                                                     |
| 1920年 | クラレンス・グリフィン ビル・ジョンストン           | ウィリス・デービス ローランド・ロバーツ                   | 6-2 6-2 6-3           |                                                     |
| 1921年 | ビル・チルデン ビンセント・リチャーズ               | リチャード・ウィリアムズ ワトソン・ウォッシュバーン       | 13-11 12-10 6-1       |                                                     |
| 1922年 | ビル・チルデン ビンセント・リチャーズ               | ジェラルド・パターソン パット・オハラウッド               | 4-6 6-1 6-3 6-4       |                                                     |
| 1923年 | ビル・チルデン ブライアン・ノートン                 | リチャード・ウィリアムズ ワトソン・ウォッシュバーン       | 3-6 6-2 6-3 5-7 6-2   |                                                     |
| 1924年 | ハワード・キンゼイ ロバート・キンゼイ               | ジェラルド・パターソン パット・オハラウッド               | 7-5 5-7 7-9 6-3 6-4   |                                                     |
| 1925年 | リチャード・ウィリアムズ ビンセント・リチャーズ     | ジェラルド・パターソン ジョン・ホークス                   | 6-2 8-10 6-4 11-9     |                                                     |
| 1926年 | リチャード・ウィリアムズ ビンセント・リチャーズ     | ビル・チルデン アルフレッド・チェーピン                   | 6-4 6-8 11-9 6-3      |                                                     |
| 1927年 | ビル・チルデン フランシス・ハンター                 | リチャード・ウィリアムズ ビル・ジョンストン               | 10-8 6-3 6-3          |                                                     |
| 1928年 | ジョージ・ロット ジョン・ヘネシー                   | ジェラルド・パターソン ジョン・ホークス                   | 6-2 6-1 6-2           |                                                     |
| 1929年 | ジョージ・ロット ジョン・ドエグ                     | バークレー・ベル ルイス・ホワイト                         | 10-8 16-14 6-1        |                                                     |
| 1930年 | ジョージ・ロット ジョン・ドエグ                     | ウィルマー・アリソン ジョン・バン・リン                   | 8-6 6-3 3-6 13-15 6-4 |                                                     |
| 1931年 | ウィルマー・アリソン ジョン・バン・リン             | バークレー・ベル グレゴリー・マンジン                     | 6-4 6-3 6-2           |                                                     |
| 1932年 | エルスワース・バインズ キース・グレッドヒル         | ウィルマー・アリソン ジョン・バン・リン                   | 6-4 6-3 6-2           |                                                     |
| 1933年 | ジョージ・ロット レスター・ストーフェン             | フランク・パーカー フランク・シールズ                     | 11-13 9-7 9-7 6-3     |                                                     |
| 1934年 | ジョージ・ロット レスター・ストーフェン             | ウィルマー・アリソン ジョン・バン・リン                   | 6-4 9-7 3-6 6-4       |                                                     |
| 1935年 | ウィルマー・アリソン ジョン・バン・リン             | ドン・バッジ ジーン・マコ                                 | 6-2 6-3 2-6 3-6 6-1   |                                                     |
| 1936年 | ドン・バッジ ジーン・マコ                           | ウィルマー・アリソン ジョン・バン・リン                   | 6-4 6-2 6-4           |                                                     |
| 1937年 | ゴットフリート・フォン・クラム ヘンナー・ヘンケル   | ドン・バッジ ジーン・マコ                                 | 6-4 7-5 6-4           |                                                     |
| 1938年 | ドン・バッジ ジーン・マコ                           | エイドリアン・クイスト ジョン・ブロムウィッチ             | 6-3 6-2 6-1           |                                                     |
| 1939年 | エイドリアン・クイスト ジョン・ブロムウィッチ       | ジャック・クロフォード ハリー・ホップマン                 | 8-6 6-1 6-4           |                                                     |
| 1940年 | テッド・シュローダー ジャック・クレーマー           | ヘンリー・プルソフ ガードナー・ムロイ                     | 6-4 8-6 9-7           |                                                     |
| 1941年 | テッド・シュローダー ジャック・クレーマー           | ウェイン・サビン ガードナー・ムロイ                       | 9-7 6-4 6-2           |                                                     |
| 1942年 | ビル・タルバート ガードナー・ムロイ                 | テッド・シュローダー シドニー・ウッド                     | 9-7 7-5 6-1           |                                                     |
| 1943年 | フランク・パーカー ジャック・クレーマー             | ビル・タルバート デビッド・フリーマン                     | 6-2 6-4 6-4           |                                                     |
| 1944年 | ボブ・ファルケンバーグ ドン・マクニール             | ビル・タルバート パンチョ・セグラ                         | 7-5 6-4 3-6 6-1       |                                                     |
| 1945年 | ビル・タルバート ガードナー・ムロイ                 | ボブ・ファルケンバーグ ジャック・トゥエロ                 | 12-10 8-10 12-10 6-2  |                                                     |
| 1946年 | ビル・タルバート ガードナー・ムロイ                 | フランク・ガーンジー ドン・マクニール                     | 3-6 6-4 2-6 6-3 20-18 |                                                     |
| 1947年 | テッド・シュローダー ジャック・クレーマー           | ビル・シッドウエル ビル・タルバート                       | 6-4 7-5 6-3           |                                                     |
| 1948年 | ビル・タルバート ガードナー・ムロイ                 | テッド・シュローダー フランク・パーカー                   | 1-6 9-7 6-3 3-6 9-7   |                                                     |
| 1949年 | ウィリアム・シッドウェル ジョン・ブロムウィッチ     | フランク・セッジマン ジョージ・ワーシントン               | 6-4 6-0 6-1           |                                                     |
| 1950年 | フランク・セッジマン ジョン・ブロムウィッチ         | ビル・タルバート ガードナー・ムロイ                       | 7-5 8-6 3-6 6-1       |                                                     |
| 1951年 | フランク・セッジマン ケン・マグレガー               | ドン・キャンディ メルビン・ローズ                         | 10-8 6-4 4-6 7-5      | セッジマン&マグレガー組の年間グランドスラム         |
| 1952年 | ビック・セイシャス メルビン・ローズ                 | フランク・セッジマン ケン・マグレガー                     | 3-6 10-8 10-8 6-8 8-6 |                                                     |
| 1953年 | レックス・ハートウィグ メルビン・ローズ             | ビル・タルバート ガードナー・ムロイ                       | 6-4 4-6 6-2 6-4       |                                                     |
| 1954年 | ビック・セイシャス トニー・トラバート               | ケン・ローズウォール ルー・ホード                         | 3-6 6-4 8-6 6-3       |                                                     |
| 1955年 | 宮城淳 加茂公成                                     | ジェラルド・モス ウィリアム・キラン                       | 6-3 6-3 3-6 1-6 6-4   | 日本人選手同士のペアによる唯一の4大大会ダブルス優勝 |
| 1956年 | ケン・ローズウォール ルー・ホード                   | ビック・セイシャス ハミルトン・リチャードソン             | 6-2 6-2 3-6 6-4       |                                                     |
| 1957年 | アシュレー・クーパー ニール・フレーザー             | バッジ・パティー ガードナー・ムロイ                       | 4-6 6-3 9-7 6-3       |                                                     |
| 1958年 | アレックス・オルメド ハミルトン・リチャードソン     | バリー・マッケイ サム・ジアマルバ                         | 3-6 6-3 6-4 6-4       |                                                     |
| 1959年 | ロイ・エマーソン ニール・フレーザー                 | アレックス・オルメド アール・ブックホルツ                 | 3-6 6-3 5-7 6-4 7-5   |                                                     |
| 1960年 | ロイ・エマーソン ニール・フレーザー                 | ボブ・マーク ロッド・レーバー                             | 9-7 6-2 6-4           |                                                     |
| 1961年 | デニス・ラルストン チャック・マッキンリー           | ラファエル・オスナ アントニオ・パラフォックス             | 6-3 6-4 2-6 13-11     |                                                     |
| 1962年 | ラファエル・オスナ アントニオ・パラフォックス       | デニス・ラルストン チャック・マッキンリー                 | 6-4 10-12 1-6 9-7 6-3 |                                                     |
| 1963年 | デニス・ラルストン チャック・マッキンリー           | ラファエル・オスナ アントニオ・パラフォックス             | 9-7 4-6 5-7 6-3 11-9  |                                                     |
| 1964年 | デニス・ラルストン チャック・マッキンリー           | マイケル・サングスター グラハム・スティルウェル           | 6-3 6-2 6-4           |                                                     |
| 1965年 | ロイ・エマーソン フレッド・ストール                 | フランク・フローリング3世 チャーリー・パサレル            | 6-4 10-12 7-5 7-5     |                                                     |
| 1966年 | ロイ・エマーソン フレッド・ストール                 | デニス・ラルストン クラーク・グレーブナー                 | 6-4 6-4 6-4           |                                                     |
| 1967年 | ジョン・ニューカム トニー・ローチ                   | ビル・ボウリー オーウェン・デビッドソン                   | 6-8 9-7 6-3 6-3       |                                                     |
| 1968年 | スタン・スミス ボブ・ルッツ                         | アーサー・アッシュ アンドレス・ヒメノ                     | 11-9 6-1 7-5          | この年からオープン化、プロ選手解禁                  |
| 1968年 | スタン・スミス ボブ・ルッツ                         | ボブ・ヒューイット レイモンド・ムーア                     | 6-4 6-4 9-7           | 別途開催の全米選手権、当年度2回目                   |
| 1969年 | ケン・ローズウォール フレッド・ストール             | デニス・ラルストン チャーリー・パサレル                   | 2-6 7-5 13-11 6-3     |                                                     |
| 1969年 | ディック・クリーリー アラン・ストーン               | ビル・ボウリー チャーリー・パサレル                       | 9-11 6-3 7-5          | 別途開催の全米選手権、当年度2回目                   |
| 1970年 | ピエール・バルト ニコラ・ピリッチ                   | ロイ・エマーソン ロッド・レーバー                         | 6-3 7-6 4-6 7-6       |                                                     |
| 1971年 | ジョン・ニューカム ロジャー・テーラー               | スタン・スミス エリック・バン・ディレン                   | 6-7 6-3 7-6 4-6 7-6   |                                                     |
| 1972年 | クリフ・ドリスデール ロジャー・テーラー             | ジョン・ニューカム オーウェン・デビッドソン               | 6-4 7-6 6-3           |                                                     |
| 1973年 | ジョン・ニューカム オーウェン・デビッドソン         | ケン・ローズウォール ロッド・レーバー                     | 7-5 2-6 7-5 7-5       |                                                     |
| 1974年 | スタン・スミス ボブ・ルッツ                         | パトリシオ・コルネヨ ハイメ・フィヨル                     | 6-3 6-3               | 最大3セット・マッチ                                 |
| 1975年 | ジミー・コナーズ イリ・ナスターゼ                   | トム・オッカー マーティー・リーセン                       | 6-4 7-6               |                                                     |
| 1976年 | トム・オッカー マーティー・リーセン                 | ポール・クロンク クリフ・レッチャー                       | 6-4 6-0               |                                                     |
| 1977年 | ボブ・ヒューイット フルー・マクミラン               | ブライアン・ゴットフリート ラウル・ラミレス               | 6-4 6-0               |                                                     |
| 1978年 | スタン・スミス ボブ・ルッツ                         | シャーウッド・スチュワート マーティー・リーセン           | 1-6 7-5 6-3           |                                                     |
| 1979年 | ジョン・マッケンロー ピーター・フレミング           | スタン・スミス ボブ・ルッツ                               | 6-2 6-4               |                                                     |
| 1980年 | スタン・スミス ボブ・ルッツ                         | ジョン・マッケンロー ピーター・フレミング                 | 7-6 3-6 6-1 3-6 6-3   | 最大5セット・マッチ                                 |
| 1981年 | ジョン・マッケンロー ピーター・フレミング           | ピーター・マクナマラ ハインツ・ギュンタード               | 失格                  |                                                     |
| 1982年 | ケビン・カレン スティーブ・デントン                 | ビクトル・アマヤ ハンク・プフィスター                     | 6-2 6-7 5-7 6-2 6-4   |                                                     |
| 1983年 | ジョン・マッケンロー ピーター・フレミング           | フリッツ・ビューニング バン・ウィニツキー                 | 6-3 6-4 6-2           |                                                     |
| 1984年 | ジョン・フィッツジェラルド トマシュ・スミッド       | ステファン・エドベリ アンダース・ヤリード                 | 7-6 6-3 6-3           |                                                     |
| 1985年 | ケン・フラック ロバート・セグソ                     | ヤニック・ノア アンリ・ルコント                           | 6-7 7-6 7-6 6-0       |                                                     |
| 1986年 | アンドレス・ゴメス スロボタン・ジボイノビッチ       | マッツ・ビランデル ヨアキム・ニーストロム                 | 4-6 6-3 6-3 4-6 6-3   |                                                     |
| 1987年 | ステファン・エドベリ アンダース・ヤリード           | ケン・フラック ロバート・セグソ                           | 7-6 6-2 4-6 5-7 7-6   |                                                     |
| 1988年 | エミリオ・サンチェス セルヒオ・カサル               | ジム・ピュー リック・リーチ                               | 不戦勝                |                                                     |
| 1989年 | ジョン・マッケンロー マーク・ウッドフォード         | ケン・フラック ロバート・セグソ                           | 6-4 4-6 6-3 6-3       |                                                     |
| 1990年 | ピーター・アルドリッチ ダニー・ヴィッサー           | デビッド・ウィートン ポール・アナコーン                   | 6-2 7-6 6-2           |                                                     |
| 1991年 | ジョン・フィッツジェラルド アンダース・ヤリード     | スコット・デービス デビッド・ペイト                       | 6-3 3-6 6-3 6-3       |                                                     |
| 1992年 | ジム・グラブ リッチー・レネバーグ                   | ケリー・ジョーンズ リック・リーチ                         | 3-6 7-6 6-3 6-3       |                                                     |
| 1993年 | ケン・フラック リック・リーチ                       | カレル・ノバチェク マルティン・ダム                       | 6-7 6-4 6-2           | 最大3セット・マッチ                                 |
| 1994年 | ポール・ハーフース ヤッコ・エルティン               | マーク・ウッドフォード トッド・ウッドブリッジ             | 6-3 8-6               |                                                     |
| 1995年 | マーク・ウッドフォード トッド・ウッドブリッジ       | サンドン・ストール アレックス・オブライエン               | 6-3 6-3               |                                                     |
| 1996年 | マーク・ウッドフォード トッド・ウッドブリッジ       | ポール・ハーフース ヤッコ・エルティン                     | 4-6 7-6 7-6           |                                                     |
| 1997年 | エフゲニー・カフェルニコフ ダニエル・バチェク       | ヨナス・ビョルクマン ニクラス・クルティ                   | 7-6 6-3               | 「アーサー・アッシュ・スタジアム」開場              |
| 1998年 | サンドン・ストール シリル・スーク                   | ダニエル・ネスター マーク・ノールズ                       | 4-6 7-6 6-2           |                                                     |
| 1999年 | セバスチャン・ラルー アレックス・オブライエン       | マヘシュ・ブパシ リーンダー・パエス                       | 7-6 6-4               |                                                     |
| 2000年 | レイトン・ヒューイット マックス・ミルヌイ           | エリス・フェレイラ リック・リーチ                         | 6-4 5-7 7-6           |                                                     |
| 2001年 | ケビン・ウリエット ウェイン・ブラック               | ジャレッド・パーマー ドナルド・ジョンソン                 | 7-6 2-6 6-3           |                                                     |
| 2002年 | マヘシュ・ブパシ マックス・ミルヌイ                 | イリ・ノバク ラデク・ステパネク                           | 6-3 3-6 6-4           |                                                     |
| 2003年 | ヨナス・ビョルクマン トッド・ウッドブリッジ         | ボブ・ブライアン マイク・ブライアン                       | 5-7 6-0 7-5           |                                                     |
| 2004年 | ダニエル・ネスター マーク・ノールズ                 | デビッド・リクル リーンダー・パエス                       | 6-3 6-3               |                                                     |
| 2005年 | ボブ・ブライアン マイク・ブライアン                 | ヨナス・ビョルクマン マックス・ミルヌイ                   | 6-1 6-4               |                                                     |
| 2006年 | リーンダー・パエス マルティン・ダム                 | ヨナス・ビョルクマン マックス・ミルヌイ                   | 6-7 6-4 6-3           |                                                     |
| 2007年 | シーモン・アスペリン ユリアン・ノール               | ルーカス・ドロウヒー パベル・ビズネル                     | 7-5 6-4               |                                                     |
| 2008年 | ボブ・ブライアン マイク・ブライアン                 | ルーカス・ドロウヒー リーンダー・パエス                   | 7-6 7-6               |                                                     |
| 2009年 | ルーカス・ドロウヒー リーンダー・パエス             | マヘシュ・ブパシ マーク・ノールズ                         | 3-6 6-3 6-2           |                                                     |
| 2010年 | ボブ・ブライアン マイク・ブライアン                 | ロハン・ボパンナ アイサム＝ウル＝ハク・クレシ             | 7-6 7-6               |                                                     |
| 2011年 | ユルゲン・メルツァー フィリップ・ペッシュナー       | マリウシュ・フィルステンベルク マルチン・マトコフスキ     | 6-2 6-2               |                                                     |
| 2012年 | ボブ・ブライアン マイク・ブライアン                 | リーンダー・パエス ラデク・ステパネク                     | 6-3 6-4               |                                                     |
| 2013年 | リーンダー・パエス ラデク・ステパネク               | アレクサンダー・ペヤ ブルーノ・ソアレス                   | 6-1 6-3               |                                                     |
| 2014年 | ボブ・ブライアン マイク・ブライアン                 | マルセル・グラノリェルス マルク・ロペス                   | 6-3 6-4               |                                                     |
| 2015年 | ニコラ・マユ ピエール＝ユーグ・エルベール           | ジェイミー・マリー ジョン・ピアーズ                       | 6-4 6-4               |                                                     |
| 2016年 | ジェイミー・マリー ブルーノ・ソアレス               | パブロ・カレーニョ・ブスタ ギリェルモ・ガルシア＝ロペス   | 6-2 6-3               |                                                     |
| 2017年 | ジャン＝ジュリアン・ロジェ ホリア・テカウ           | フェリシアーノ・ロペス マルク・ロペス                     | 6-4 6-3               |                                                     |
| 2018年 | マイク・ブライアン ジャック・ソック                 | ルカシュ・クボット マルセロ・メロ                         | 6-3 6-1               |                                                     |
| 2019年 | フアン・セバスティアン・カバル ロベルト・ファラ     | マルセル・グラノリェルス オラシオ・セバジョス             | 6-4 7-5               |                                                     |
| 2020年 | マテ・パビッチ ブルーノ・ソアレス                   | ウェスリー・クールホフ ニコラ・メクティッチ               | 7-5, 6-3              | 32ドローで開催                                      |
| 2021年 | ラジーブ・ラム ジョー・ソールズベリー               | ジェイミー・マリー ブルーノ・ソアレス                     | 3–6, 6–2, 6–2         |                                                     |
| 2022年 | ラジーブ・ラム ジョー・ソールズベリー               | ウェスリー・クールホフ ニール・スクプスキ                 | 7–6(7–4), 7–5         |                                                     |
| 2023年 | ラジーブ・ラム ジョー・ソールズベリー               | ロハン ボパンナ マシュー・エブデン                        | 2–6, 6–3, 6–4         |                                                     |
| 2024年 | ジョーダン・トンプソン マックス・ パーゼル          | ケビン・クラビーツ ティム・プリッツ                       | 6–4, 7–6(7–4)         |                                                     |